# Micrambe longitarsis
Micrambe longitarsis är en skalbaggsart som först beskrevs av J.Sahlberg 1900.  Micrambe longitarsis ingår i släktet Micrambe, och familjen fuktbaggar. Arten är reproducerande i Sverige.